# Förderplattform

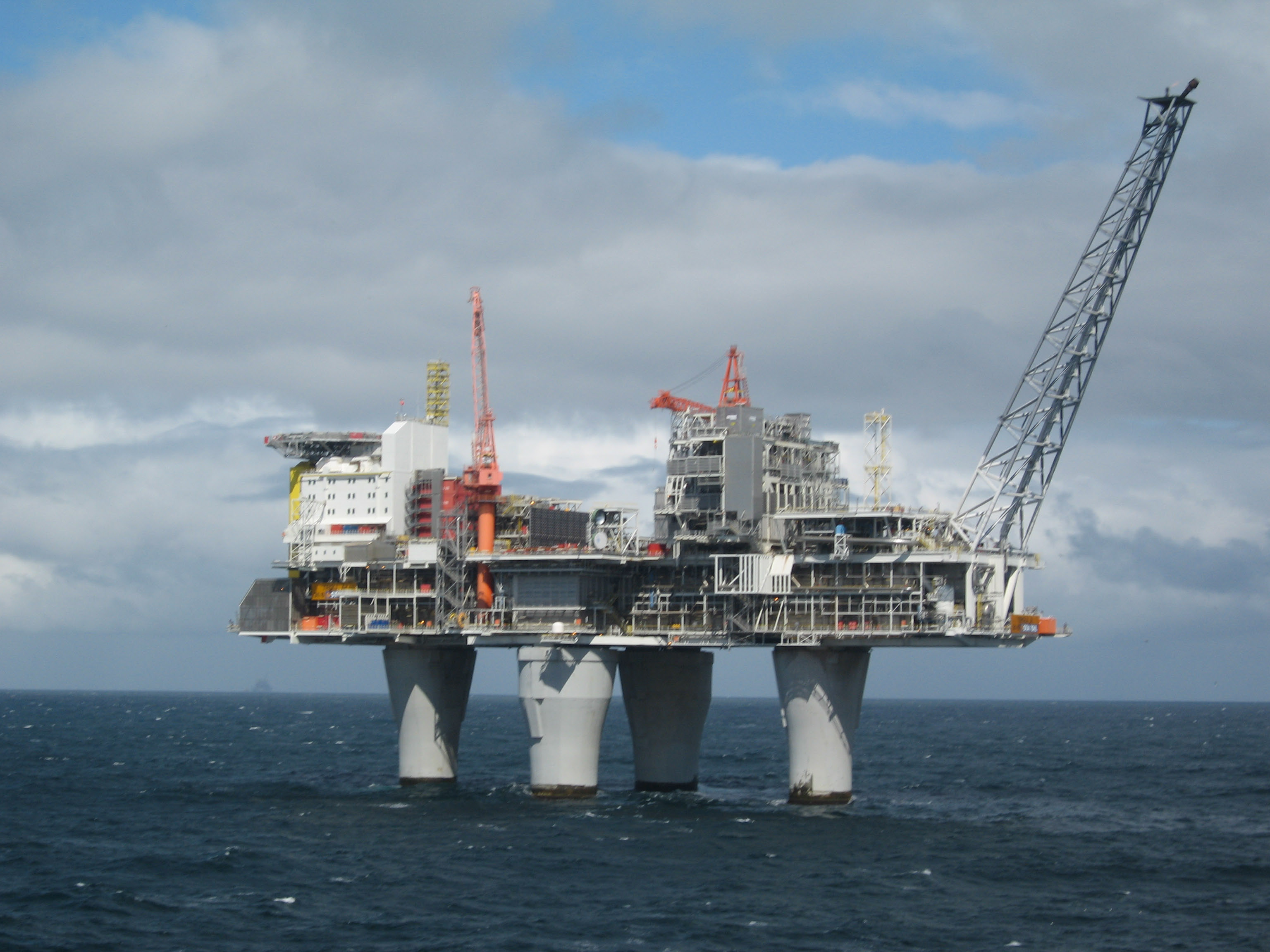
Förderplattform Sea Troll

Eine Förderplattform ist eine künstliche Plattform im Meer, die zur Förderung, Aufbereitung und zum Weitertransport von Erdöl oder Erdgas dient. Sie wird über einem Bohrloch platziert um dann Erdöl oder Erdgas zu fördern. Wenn die Bohrung zum Beispiel durch ein Bohrschiff oder eine Bohrplattform erfolgreich beendet wurde, wird die Plattform entweder an private Personen oder die Regierung verkauft. Einige der Plattformen werden gar zu Hotels umgebaut.
Als größte Förderplattform der Welt gilt die Gasförderplattform Sea Troll in der norwegischen ausschließlichen Wirtschaftszone in der Nordsee.